# Arrêt Luze et Devaux
L'arrêt Luze et Devaux est un « grand arrêt » de la Chambre criminelle de la Cour de cassation française, prononcé le 30 mars 1944.
Cet arrêt affirme le principe du droit pénal selon lequel l'intention criminelle est un élément constitutif de l'infraction pénale.

## Publications de l'arrêt dans des revues juridiques
- Revue Dalloz, 1945, partie jurisprudence, page 246, note H. Desbois.

## Sources bibliographiques
- Jean Pradel et André Varinard, Les Grands Arrêts du droit pénal général, éd. Dalloz, 6e édition, 2007, pages 25 à 35.